# Símbolos de Benito Juárez (Quintana Roo)
Los símbolos del municipio de Benito Juárez son el escudo municipal y la bandera municipal, que representan solo a la entidad administrativa municipal.

## Escudo
El escudo del municipio de Benito Juárez, que también representa a la ciudad de Cancún, fue creado por el diseñador gráfico californiano de origen mexicano Joe Vera, luego de un concurso organizado por Fonatur. Se divide en tres partes: el color azul simboliza el mar Caribe; Amarillo, arena y rojo, los rayos del sol, está inspirado en los goles mayas del juego de pelota.

## Bandera
La bandera de Benito Juárez es un lienzo blanco con el escudo del municipio, al rededor tiene un mote de tipo circular que dice Municipio de Benito Juárez y Quintana Roo en la parte inferior, es izada en eventos oficiales junto a la bandera de México y en algunas ocasiones con la bandera del Estado de Quintana Roo. La bandera actual es blanca aunque hubo otras bandera similar.

### Diseño y simbolismo
El seguimiento de los colores son los siguientes:
| Nombre | Color | Código HEX |
| ------ | ----- | ---------- |
| Blanco |       | #FFFFFF    |

### Historia
La bandera más antigua de Benito Juárez es un pendón blanco con el escudo, fue la bandera municipal durante varios gobiernos desde el año 2000.
La segunda bandera de la ciudad de Cancún es un pendón blanco con el escudo municipal, éste símbolo ha sido adoptado por el ayuntamiento, aunque no cuenta con legislación dentro del bando municipal a diferencia del escudo municipal.
| Evolución de la Bandera de Benito Juárez |                    |                                                              |
| Años                                     | Bandera Municipal  | Información relevante                                        |
| 2000-2022                                | Bandera de México. | (4:7) Primer bandera de la Ciudad. Adoptada en el año 2000.  |
| 2022                                     | Bandera de México. | (4:7) Segunda bandera de la Ciudad. Adoptada en el año 2022. |

## Banderas similares

Provincia de Ilo (Perú)